# Gare de Roche-lez-Beaupré
Gare de Roche-lez-Beaupré vasútállomás Franciaországban, Roche-lez-Beaupré településen.

## Vasútvonalak
Az állomást az alábbi vasútvonalak érintik:
- Dole–Belfort-vasútvonal

## Kapcsolódó állomások
A vasútállomáshoz az alábbi állomások vannak a legközelebb:
- Gare de Besançon-Viotte
- Gare de Novillars